# District de Beilun
Le district de Beilun (北仑区 ; pinyin : Běilún Qū) est une subdivision administrative de la province du Zhejiang en Chine. Il est placé sous la juridiction de la ville sous-provinciale de Ningbo.

## Histoire et situation présente
À l'origine un petit village de pêcheurs, la présence d'une voie d'eau profonde avec 17 mètres de profondeur minimum a l'année s'étendant le long de la côte a motivé un investissement important du gouvernement pour y construire un des plus grands ports en eau profonde du pays. Le port est en outre protégé contre les tempêtes par les îlots montagneux de Zhoushan au large de la côte de Beilun.
L'ouverture du Pont de la baie de Hangzhou en 2008 (36 km de long) permet l'augmentation des volumes de fret et des liens plus étroits avec la métropole de Shanghai. Par ailleurs, il a été proposé que le port de Beilun soit géré par l'administration portuaire de Shanghai. Cela aurait été une démarche cohérente étant donné que les voies d'eau du port de Shanghai - seulement 11 mètres de profondeur - ne peuvent accueillir que des porte-conteneurs et des cargos d'une capacité de 50 000 tonnes métriques ou moins. De plus, des courants marins dangereux rendent parfois le port de Shanghai inefficace et coûteux, n'étant utilisable uniquement à marée haute. Le refus de cette proposition passée est a mettre en lien avec le développement du Port de Yangshan, désormais premier port mondial, relié a la métropole de Shanghai par le Pont de Donghai, inauguré en 2005.

## Économie
Beilun abrite une petite zone de libre-échange qui concentre des fabricants spécialisés dans l'emballage formé sous vide.
Nous pouvons y noter également la présence, entre autres, de l'entreprise d'état Guodian (国电).